# Lygodactylus bradfieldi
Lygodactylus bradfieldi är en ödleart som beskrevs av  Hewitt 1932. Lygodactylus bradfieldi ingår i släktet Lygodactylus och familjen geckoödlor. Inga underarter finns listade i Catalogue of Life.